# Soy Luna
Soy Luna  är en argentinsk telenovela som produceras av Disney Channel Latinamerika, utvecklad tillsammans med Disney Channel Europa och Disney Channel Mellanöstern och
Afrika. Serien hade premiär den 14 mars 2016 i Argentina, 2,3 miljoner människor såg premiäravsnittet, 80 avsnitt bekräftades för säsong 1. Seriens största huvudperson spelas av Karol Sevilla.
Den 13 maj 2017 bekräftade Disney Channel att Soy Luna kommer spela in en tredje säsong.60 avsnitt bekräftades för säsong 3

## Säsonger
| Säsong        | Säsong | Avsnitt | Avsnitt | Avsnitt | Argentina         | Argentina         | Sverige          | Sverige          |
| Säsong        | Säsong | Avsnitt | Avsnitt | Avsnitt | Premiär Argentina | Final Argentina   | Premiär Sverige  | Final Sverige    |
| ------------- | ------ | ------- | ------- | ------- | ----------------- | ----------------- | ---------------- | ---------------- |
|               | 1      | 220     | 80      | 40      | 14 mars 2016      | 6 maj 2016        | 10 oktober 2016  | 2 december       |
|               | 1      | 220     | 80      | 40      | 4 juli 2016       | 26 augusti 2016   | 13 februari 2017 | 10 mars 2017     |
| 10 april 2017 | 1      | 220     | 80      | 40      | 4 juli 2016       | 26 augusti 2016   | 5 maj 2017       |                  |
|               | 2      | 220     | 80      | 40      | 17 april 2017     | 9 juni 2017       | 16 oktober 2017  | 10 november 2017 |
|               | 2      | 220     | 80      | 40      | 7 augusti 2017    | 29 september 2017 | 8 januari 2018   | 2 februari 2018  |
| 5 mars 2018   | 2      | 220     | 80      | 40      | 7 augusti 2017    | 29 september 2017 | 27 april 2018    |                  |
|               | 3      | 220     | 60      | 30      | 16 april 2018     | 25 maj 2018       |                  |                  |
|               | 3      | 220     | 60      | 30      | 9 juli 2018       | 17 augusti 2018   |                  |                  |

### Säsong 1 (2016-2017)
Luna Valente bor i Cancún, Mexiko med sin familj. Luna går i skolan och umgås med vänner, har ett jobb och älskar att åka rullskridskor. Lunas liv förändras när hennes föräldrar får ett jobberbjudande i Buenos Aires, Argentina av husets nya ägare, Sharon. Luna vill varken lämna Cancún eller Mexiko, eller sina vänner. Sharon tar illa vid sig av att hennes generösa erbjudande nobbades och ger familjen sparken från villan i Mexiko. När Luna får reda på hennes föräldrar fått sparken från villan ändrar hon sig och beslutar sig för att flytta till Buenos Aires med sina föräldrar, i Argentina finner Luna en rullskridskobana med namnet Jam & Roller där hon lär sig friåkning, träffar nya vänner och blir kär i Matteo Balsano. Hon får också i samband med att hon och sina föräldrar flyttar till Argentina ett erbjudande att hon får börja på en av de bästa skolorna ( Blake South college).

## Huvudpersoner
- Karol Sevilla som Luna Valente
- Ruggero Pasquarelli som Matteo Balsano
- Valentina Zenere som Ámbar Smith
- Michael Ronda som Simón Álvarez
- Malena Ratner som Delfina "Delfi" Alzamendi
- Agustín Bernasconi som Gastón Perida
- Katja Martínez som Jazmín Carbajal
- Ana Jara som Jimena "Jim" Medina
- Jorge López som Ramiro Ponce
- Chiara Parravicini som Yamila "Yam" Sánchez
- Gastón Vietto som Pedro Arias
- Lionel Ferro som Nicolás "Nico" Navarro
- Carolina Kopelioff som Nina Simonetti
- Luz Cipriota som Tamara Ríos (säsong 1)
- Lucila Gandolfo som Sharon Benson
- David Murí som Miguel Valente
- Ana Carolina Valsagna som Mónica Valente
- Estela Ribeiro som Juliana